# Кулик (Люблінське воєводство)
Ку́лик (пол. Kulik) — село в Польщі, у гміні Селище Холмського повіту Люблінського воєводства. Населення — 250 осіб (2011).

## Історія
1629 року вперше згадується православна церква в селі.
За даними етнографічної експедиції 1869—1870 років під керівництвом Павла Чубинського, у селі здебільшого проживали українськомовні греко-католики, меншою мірою — польськомовні римо-католики. 1872 року місцева греко-католицька парафія налічувала 281 вірянина.
У липні-серпні 1938 році польська влада в рамках великої акції руйнування українських храмів на Холмщині і Підляшші знищила місцеву православну церкву.
У 1975—1998 роках село належало до Холмського воєводства.

## Населення
Демографічна структура станом на 31 березня 2011 року:
|          | Загалом | Допрацездатний вік | Працездатний вік | Постпрацездатний вік |
| -------- | ------- | ------------------ | ---------------- | -------------------- |
| Чоловіки | 120     | 29                 | 79               | 12                   |
| Жінки    | 130     | 39                 | 68               | 23                   |
| Разом    | 250     | 68                 | 147              | 35                   |

## Особистості

### Народилися
- Станіслав Маковський (1931—2008) — польський філолог, викладач, учасник численних українсько-польських наукових конференцій.